# 谢尔盖·德米多夫
谢尔盖·费奥多罗维奇·德米多夫（俄语：Сергей Фёдорович Демидов，1905年10月6日—1980年7月30日）是苏联农业学家、博士、教授、院士，曾担任苏联国家计划委员会农业局副局长。1948年8月的全联盟农业学院会议上，为伊凡·弗拉基米诺维奇·米丘林、特罗菲姆·邓尼索维奇·李森科的学说辩护。

## 作品
- 《Развитие сельского хозяйства в послевоенной пятилетке》（1946年）